# Академия Каррара
Академия Каррара (итал. Accademia di belle arti G. Carrara, Bergamo) — Академия изобразительных искусств и художественная галерея в городе Бергамо, Ломбардия, в Италии.
Основание галереи приписывается графу Джакомо Каррара, меценату и коллекционеру, который оставил городу Бергамо в конце XVIII века щедрое наследство.
После смерти графа в 1796 году его собственностью управляли назначаемые комиссары — вплоть до 1958 года, когда коммуна города Бергамо переняла управление. В 1810 году было построено новое здание в стиле классицизма, по проекту архитектора Симона Элиа, ученика Леопольда Полака.

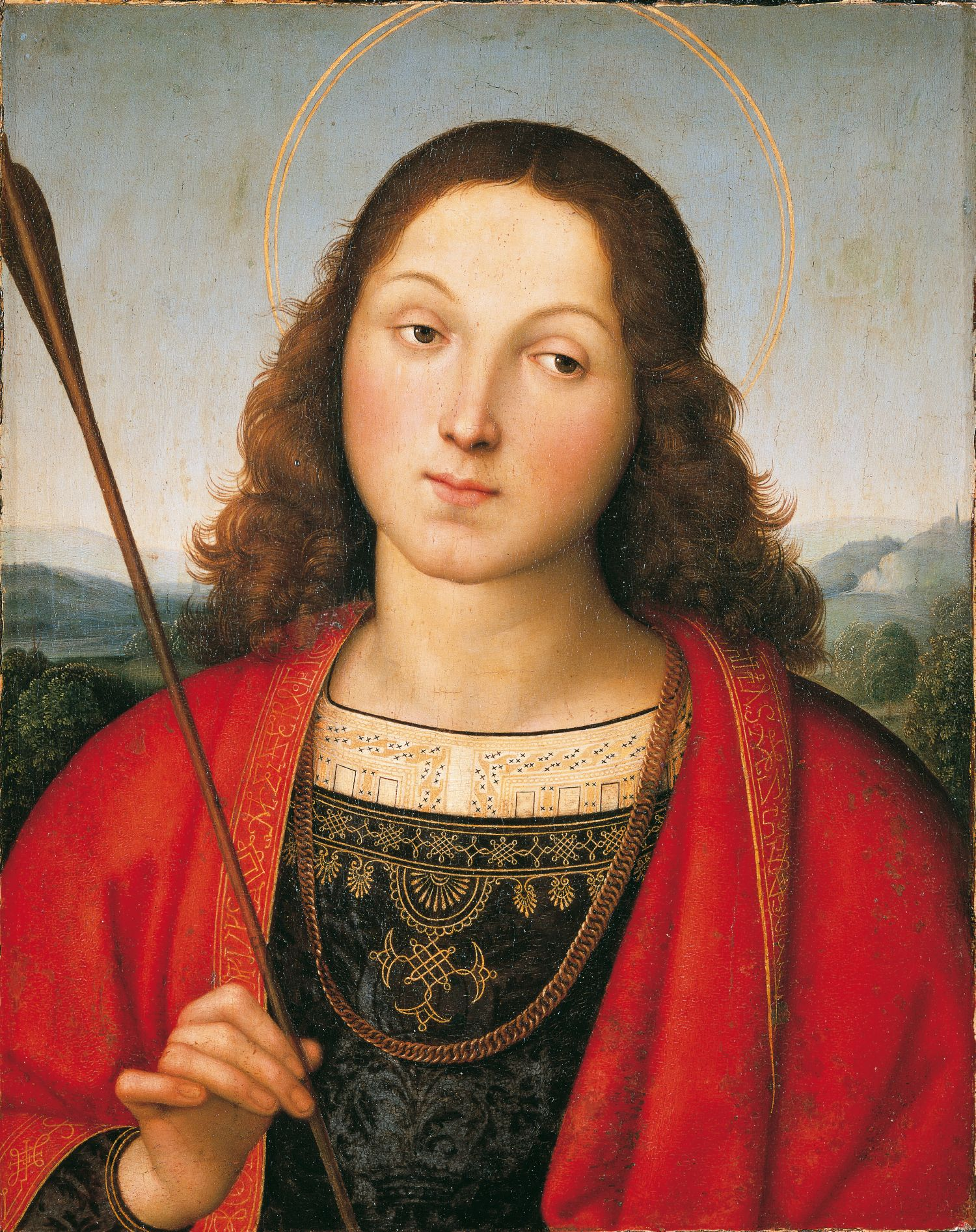
Рафаэль Санти.Святой Себастьян. 1501—1502. Дерево, масло. Галерея Академии Каррара

Коллекция графа Джакомо Каррара, которая насчитывала почти полторы тысячи работ, частично распродавалась, но продолжала интенсивно дополняться, в основном за счет дарителей: в 1866 году работы, поступившие от графа Гульельмо Локиса по завещанию, в 1892 году — по завещанию Джованни Морелли, и в 1998 году от историка искусства Федерико Дзери. Также Галерея приняла в своё собрание более двухсот других пожертвований.
Сейчас коллекция насчитывает 1800 полотен среди которых работы таких мастеров, как Джорджо Скьявоне, Пизанелло, Боттичелли, Беллини, Мантенья, Рафаэль Санти, Морони, Баскенис, Галгарио, Тьеполо, Каналетто и Карновалли (Пиччьо).
Кроме живописи в галерее присутствуют рисунки и гравюры, бронза, скульптуры и фарфор, мебель и коллекции медалей.
В 1793 г. в момент первого публичного открытия галереи граф Каррара пожелал чтобы при галерее учредили курсы рисунка и живописи. Школа, которая находилась до 1912 г. в том же здании, что и галерея, теперь располагается в отдельном здании по соседству. В 1988 г. она была преобразована в официально-признанную Accademia di Belle Arti (Академию изящных искусств).
В 1991 г. к ней была добавлена галерея современного искусства Galleria d’Arte Moderna e Contemporanea (GAMEC), расположенная в здании напротив неоклассического здания самой галереи, в реставрированном здании бывшего монастыря.
В настоящий момент галерея имеет 10 выставочных залов, расположенных на трёх этажах. С июня 1999 г., после приобретения Raccolta Gianfranco e Luigia Spajani, постоянная коллекция содержит также работы современного искусства итальянских и иностранных мастеров 20-го века, таких как
Боччони, Балла, Моранди, Кампильи, Казорати, Савиньо, Де Кирико, Кандинский, Сазерланд и Манцу.
С 2008 года Академия Каррара переживает масштабную реконструкцию. Вновь открытая 23 апреля 2015 года после необходимых реставрационных работ Галерея, сегодня — это современный музей, оснащенный всеми необходимыми услугами для публики. Начиная с 2016 года, управление музеем возлагается на Фонд Академии Каррара.